# Hibbertia uncinata
Hibbertia uncinata är en tvåhjärtbladig växtart som först beskrevs av George Bentham, och fick sitt nu gällande namn av F. Müll. Hibbertia uncinata ingår i släktet Hibbertia och familjen Dilleniaceae. Inga underarter finns listade i Catalogue of Life.